# Little Red Corvette
Little Red Corvette är en låt skriven och framförd av Prince. Låten kom år 1983 och är en av Prince mest kända låtar och anses ha haft en avgörande betydelse för inledningen av hans karriär.